# Belgrade (Minnesota)
Belgrade é uma cidade localizada no estado americano de Minnesota, no Condado de Stearns.

## Demografia
Segundo o censo americano de 2000, a sua população era de 750 habitantes. 
Em 2006, foi estimada uma população de 710, um decréscimo de 40 (-5.3%).

## Geografia
De acordo com o United States Census Bureau tem uma área de 
3,1 km², dos quais 3,1 km² cobertos por terra e 0,0 km² cobertos por água.

## Localidades na vizinhança
O diagrama seguinte representa as localidades num raio de 20 km ao redor de Belgrade. 